# Polyalthia mindorensis
Polyalthia mindorensis este o specie de plante din genul Polyalthia, familia Annonaceae, descrisă de Elmer Drew Merrill. Conform Catalogue of Life specia Polyalthia mindorensis nu are subspecii cunoscute.